# Italosiren
Italosiren es un género extinto de mamífero sirenio cuyos restos se han encontrado en depósitos marinos del Oligoceno tardío (Chattiense) en el norte de Italia.

## Clasificación
Fue clasificado originalmente como una especie de Halitherium, H. bellunense, pero eventualmente se reconoció que era más cercano al dugón moderno que a Halitherium schinzii, por lo cual necesitaba de la acuñación de un nuevo nombre de género, Italosiren.